# رانویگ آموت
رانویگ آموت (انگلیسی: Rannveig Aamodt؛ زادهٔ ۳ ژانویهٔ ۱۹۸۴) سنگ‌نوردی اهل نروژ است.